# Scincella boettgeri
Scincella boettgeri là một loài thằn lằn trong họ Scincidae. Loài này được Van Denburgh mô tả khoa học đầu tiên năm 1912.